# Грона гніву (фільм)
«Грона гніву» (англ. The Grapes of Wrath) — американський фільм-драма 1940 року, поставлена режисером Джоном Фордом. Екранізація однойменного роману Джона Стейнбека, що отримав Пулітцерівську премію (1940). Прем'єра стрічки відбулася 24 січня 1940 у Нью-Йорку.
Фільм був номінований у семи категоріях на здобуття премії «Оскар», у двох з яких він здобув перемогу. В 1989 році «Грона гніву» був вписаний до Національного реєстру фільмів як один з найзначніших фільмів США . На 1 березня 2024 року фільм займав 240-ву позицію у списку 250 найкращих фільмів за версією IMDb.

## Сюжет
Відсидівши чотири роки у в'язниці за вбивство при самозахисті, Том Джоуд (Генрі Фонда) повертається на ферму батька в Оклахомі. Там він знаходить тільки порожній будинок і покинуті поля. Пастор Кейсі, що колись хрестив його, втратив віру і бродить як неприкаяний. Ще один неприкаяний — їх сусід Малі; він говорить, що усі, окрім нього, поїхали до Каліфорнії. Землі розорені постійними бурями. Компанія «Шоуні» вигнала з будинків усі місцеві сім'ї, лише він один відмовився поїхати й тепер порівнює себе з примарою, що тиняється цвинтарем.
Сім'я Джоудов знайшла тимчасовий притулок у дядечка Джона. Том вирушає до нього, щоб побачитися з рідними. Мати, схвильована зустріччю, тисне йому руку і турбується, чи не став він «злим» після стількох років у в'язниці. Дядько Джон теж повинен покинути свої землі. Коли настає час від'їжджати, уся сім'я — дванадцять осіб, включаючи Кейсі, що долучився до них — сідає в стару вантажівку. Окрім людей, вантажівка повинна везти на собі усе мізерне майно, яке змогло взяти з собою сімейство Джоудів. На ранок дідусь відмовляється покидати будинок. Його усипляють заспокійливою мікстурою, відносять у вантажівку і сімейство рушає в подорож до Каліфорнії.
Першу зупинку роблять через дідуся; він не витримує важкого шляху і помирає. Його ховають недалеко від дороги; Кейси виголошує коротку надгробну промову. Друга зупинка — в таборі. Розорений крамар з Арканзасу запевняє, що відозви, видруковані в десятках тисяч екземплярів і які пропонують роботу на зборі фруктів, безсоромно брешуть, оскільки неможливо знайти роботу для усіх. Попавшись на цю вудку, він сам прирік дружину і дітей на голодну смерть.
Вантажівка Джоудів знову виїжджає на дорогу, досягає Аризони та під покривом ночі їде через пустелю. Бабуся наполегливо кличе чоловіка. Мати не хоче зупиняти сім'ю на шляху до мети й лише після того, як вантажівка перетинає каліфорнійську межу, говорить Тому та іншим, що бабуся померла. Табір, у який приїжджають Джоуди, ще бідніший, аніж вони самі: роботи немає ніякої, діти голодують. Матуся Джоуд годує їх однією тарілкою супу на всіх. Приходить чоловік з поліцейським і пропонує роботу за гроші. Один мешканець табору обурюється. Поліціянт хоче застрелити його і помилково ранить жінку. Том вбиває його, але Кейсі бере провину на себе і йде під арешт.
Том дізнається, що табір хочуть підпалити. Сім'я знову вирушає в дорогу. Конні, молодий чоловік Рут, сестри Тома, втікає, його терпець увірвався, і він кидає Рут, яка чекає від нього дитину. Вночі на дорозі натовп оточує вантажівку і вимагає, щоб Джоуди забиралися геть з цієї землі. Автомобіліст говорить їм, що на ранчо Кіпа є робота і сім'я вирушає туди. Їм виділяють барак. Том розуміє, що новачків на ранчо використовують як штрейкбрехерів, тимчасово виплачуючи їм за роботу удвічі більше грошей, ніж учасникам страйку. Том знаходить Кейсі — той виявляється лідером страйкарів. Війська, найняті компанією, переслідують Кейсі і його друзів. Жорстоко побитого Кейсі кидають у клітку, де він помирає. Том уражений, в ньому прокидаються біль і лють, від чого він нападає на охоронця і вбиває його. Том повертається у барак і хоче поїхати негайно, але мати його зупиняє. Сім'я від'їжджає вночі на вантажівці й знаходить поблизу інший табір, побудований для робітників міністерством сільського господарства. У цьому таборі є навіть санітарне устаткування. Управління в ньому покладено на самих мешканців. Керівник поводиться з новоприбулими ввічливо. Джоудам здається, що вони потрапили на іншу планету. Поки вони працюють в полях, жителів попереджають, що на суботніх танцях готується бійка. І дійсно, увечері в людський натовп, що рухається на танці, проникають провокатори. Але чоловіки напоготові — вони хапають провокаторів і позбавляють поліцейських приводу проникнути до табору.
Вночі Том помічає, що поліціянти перевіряють номери машин. Він знає, що шукають саме його. Він воліє піти з табору, нікого не потривоживши. Але його мати не спить і прощається з ним. Він пояснює, що продовжить справу Кейсі. Мати дивиться, як Том іде геть.

## У ролях
| Генрі Фонда     | ···· | Том Джоуд     |
| Джейн Дарвелл   | ···· | матуся Джоуд  |
| Джон Керрадайн  | ···· | Джим Кейсі    |
| Расселл Сімпсон | ···· | Джоуд, батько |
| Чарлі Грейпвін  | ···· | дід           |
| Доріс Боудон    | ···· | Розашарн      |
| О.З. Вайтхед    | ···· | Ел            |
| Джон Куолен     | ···· | Малі          |
| Едді Квіллан    | ···· | Конні         |
| Зеффі Тілбері   | ···· | бабуся        |
| Френк Саллі     | ···· | Ной           |
| Френк Дерієн    | ···· | дядечко Джон  |
| Дерріл Гікмен   | ···· | Віндфілд      |
| Ширлі Міллз     | ···· | Руг Джоуд     |
| Ворд Бонд       | ···· | поліцейський  |

## Робота над фільмом
Режисер фільму Джон Форд говорив, що зацікавився романом Стейнбека, права на який були куплені Деррілом Зануком, оскільки він нагадав режисерові про схожі пригоди, пережиті ірландськими селянами, коли голод виганяв на вулиці цілі сім'ї. «Роман „Грона гніву“, — стверджує він, — зацікавив мене зовсім не своїм соціальним звучанням. Мені сподобалася в ньому ця проста сім'я, яка вирушає в дорогу в надії знайти собі місце у світі».
Фінал фільму здався декому занадто похмурим, занадто жорстоким та занадто «радикальним». Дерріл Занук попросив написати другий фінал і запропонував Форду не замінювати ним колишній, а додати його до того, що вже був знятий режисером. Врешті-решт, Форд поступився і затвердив цей фінал, але надав Зануку самому піклуватися про його знімання. В цій фінальній сцені сім'я Джоудів покидає табір і вирушає на двадцятиденну роботу зі збору бавовни. Сидячи за кермом вантажівки, матуся Джоуд говорить чоловікові, що тепер вона ніколи не боятиметься, бо випробування, що випали на долю родини загартували їх. Вона робить висновок: «Ми житимемо вічно, тому що ми — народ».

## Визнання та критика
| Нагороди та номінації фільму «Грона гніву» | Нагороди та номінації фільму «Грона гніву» | Нагороди та номінації фільму «Грона гніву» | Нагороди та номінації фільму «Грона гніву» | Нагороди та номінації фільму «Грона гніву» | Нагороди та номінації фільму «Грона гніву» |
| Рік                                        | Кінофестиваль/кінопремія                   | Категорія/нагорода                         | Номінант                                   | Результат                                  |                                            |
| ------------------------------------------ | ------------------------------------------ | ------------------------------------------ | ------------------------------------------ | ------------------------------------------ | ------------------------------------------ |
| 1940                                       | Національна рада кінокритиків США          | Найкращий фільм                            | Грона гніву                                | Перемога                                   |                                            |
| 1940                                       | Національна рада кінокритиків США          | ТОП-10 фільмів                             | Грона гніву                                | Включення                                  |                                            |
| 1940                                       | Спільнота кінокритиків Нью-Йорка           | Найкращий фільм                            | Грона гніву                                | Перемога                                   |                                            |
| 1940                                       | Спільнота кінокритиків Нью-Йорка           | Найкращий режисер                          | Джон Форд                                  | Номінація                                  |                                            |
| 1941                                       | Премія «Оскар»                             | Найкращий фільм                            | Грона гніву                                | Номінація                                  |                                            |
| 1941                                       | Премія «Оскар»                             | Найкраща режисерська робота                | Джон Форд                                  | Перемога                                   |                                            |
| 1941                                       | Премія «Оскар»                             | Найкраща чоловіча роль                     | Генрі Фонда                                | Номінація                                  |                                            |
| 1941                                       | Премія «Оскар»                             | Найкраща жіноча роль другого плану         | Джейн Дарвелл                              | Перемога                                   |                                            |
| 1941                                       | Премія «Оскар»                             | Найкращий сценарій                         | Наннеллі Джонсон                           | Номінація                                  |                                            |
| 1941                                       | Премія «Оскар»                             | Найкращий звук                             | Едмунд Г. Гансен                           | Номінація                                  |                                            |
| 1941                                       | Премія «Оскар»                             | Найкращий звуковий монтаж                  | Роберт Л. Сімпсон                          | Номінація                                  |                                            |
| 1963                                       | Премія Блакитна стрічка                    | Найкращий фільм іноземною мовою            | Грона гніву                                | Перемога                                   |                                            |
| 1989                                       | Національний реєстр фільмів                | Найвизначніший фільм                       | Грона гніву                                | Вкючення                                   |                                            |
| 2000                                       | Онлайн асоціація кіно і телебачення        | Найкращий художній фільм                   | Грона гніву                                | Перемога                                   |                                            |

Фільм проходить тест Бекдел.